# Weet Ik Veel (Nederland)
Weet Ik Veel is een wekelijkse Nederlandse televisiequiz van RTL die sinds 2013 jaarlijks in het voorjaar op zaterdagavond (voorheen zondagavond) wordt uitgezonden en in 2020 en 2022 ook in het najaar. Het start meestal op de eerste zaterdag van het kalenderjaar. Elk seizoen telt zes tot twaalf afleveringen. Daarnaast worden in de zomer soms herhalingen uitgezonden. De eerste zeven seizoenen werden gepresenteerd door Linda de Mol, maar omdat zij in 2019 overstapte naar SBS6 en daarbij dit programma niet mee mocht nemen, wordt het vanaf het achtste seizoen gepresenteerd door Beau van Erven Dorens.

## Spelverloop
In de quiz krijgen driehonderd studenten met hbo- of universitaire opleiding, drie BN'ers en sinds 2024 drie docenten, vijftig meerkeuzevragen over algemene kennis.
Na deze vijftig vragen gaan de best presterende bekende Nederlander en student naar de finaleronde, waar zij proberen een zo hoog mogelijk geldbedrag te verzamelen. Voordat de finale begint maakt de bekende Nederlander bekend aan welk persoonlijk goed doel hij of zij het gewonnen geldbedrag schenkt. De student krijgt 25% van het geldbedrag dat de bekende Nederlander wint. Tijdens de uitzending zijn ook online (tweede scherm) en met de Weet Ik Veel-app prijzen te winnen door dezelfde vragen als in de uitzending te beantwoorden. Onder de best presterende deelnemers wordt een weekprijs verloot.

## Geschiedenis
Op 9 maart 2013 werd de eerste aflevering van Weet Ik Veel uitgezonden. Te gast waren Anky van Grunsven, Art Rooijakkers en Spike. De aflevering werd echter vooral gekenmerkt door het falende 'tweede scherm'; zowel de online activiteiten op de site als de app werkten niet door technische defecten wegens een te grote belangstelling. Het programma ging vervolgens viraal op Twitter met de hashtag 'weetikfail'. Ook in de jaren daarna heeft de app verschillende kuren. Zo komt het vaak voor dat de app vastloopt tijdens de reclameonderbrekingen en dus niet verder gaat als het programma weer verder gaat na de reclame met als gevolg dat veel kijkers op dat moment vragen missen.
Sinds het tweede seizoen is het niet meer mogelijk om online mee te spelen. Er kan sinds dit seizoen alleen nog maar via de Weet-Ik-Veel-app worden meegespeeld. Wie geen smartphone of tablet heeft, kan ook met pen en papier of met een spreadsheet, zoals bv. Excel meespelen. Voor de eindscore moeten dan de goede antwoorden worden geteld en vermenigvuldigd met 2. Met een komma ertussen wordt dit dan het rapportcijfer. Wie met de app meespeelt, ziet dit cijfer aan het eind van de quiz verschijnen op zijn/haar telefoon of tablet. In het tweede seizoen was de te winnen prijs het bordspel Weet Ik Veel. Van het derde tot en met het zesde seizoen is de prijs een tablet en sinds het zevende seizoen een printer. Verder wordt uit de appspelers een thuiswinnaar getrokken die hetzelfde bedrag wint als de student in de finale (25% van het totale bedrag van de bekende Nederlander in de finale). Deze thuiswinnaar werd aanvankelijk live gebeld vanuit de studio. Sinds het vijfde seizoen, in 2017, wordt de thuiswinnaar niet meer live gebeld, maar verschijnt zijn of haar naam in beeld na de finale. In de eerste 7 seizoenen werd het in de finale gewonnen bedrag na de finale live uitgereikt aan het goede doel, maar sinds seizoen 8 wordt dit goede doel voor de finale in beeld gebracht in plaats van na de finale en wordt de uitreiking van het gewonnen geldbedrag niet meer live getoond.
In 2020 en 2022 kwam er een extra seizoen in het najaar, in 2020 als alternatief voor Expeditie Robinson, dat dat jaar niet uitgezonden werd vanwege de coronapandemie die dat jaar uitbrak (het kon daardoor niet worden opgenomen) en in 2022 om het gat op te vullen dat Expeditie Robinson had achtergelaten nadat dit werd verplaatst naar maandag vanwege problemen met het nieuwe huizenprogramma De Moeite Waard dat oorspronkelijk op die dag was gepland.
Sinds de derde aflevering van seizoen 14 (de eerste twee afleveringen waren eerder opgenomen) is het format iets gewijzigd: in de studio zitten drie docenten die meespelen en extra uitleg geven. Daarnaast is als extra element een overhoring toegevoegd, waarin een willekeurige student een minuut de tijd krijgt om zo veel mogelijk vragen juist te beantwoorden en daarbij 10 euro per correct antwoord verdient.

## Meerkeuzevragen
Alle vragen in deze quiz zijn meerkeuzevragen die binnen een bepaalde tijd moeten worden beantwoord. De tijd (in seconden) kan per type meerkeuzevraag variëren. Bij sommige vragen kan van onderstaande tabel worden afgeweken.
| Aantal seconden | Type meerkeuzevraag                                                |
| --------------- | ------------------------------------------------------------------ |
| 4               | Twee- en driekeuzevragen                                           |
| 5               | Vierkeuzevragen                                                    |
| 10              | Rekenvragen en sorteervragen met drie mogelijkheden                |
| 15              | Vierkeuzevragen met meerdere goede antwoorden (minimaal twee)      |
| 20              | Combineervragen met drie antwoordparen (bijvoorbeeld A2, B3 en C1) |

## Presentatie
De oorspronkelijke presentatie van het programma was in handen van Linda de Mol die tevens het programma bedacht heeft. De Mol presenteerde het programma zeven seizoenen van 2013 tot en met 2019. In 2019 maakte De Mol de overstap van televisiezender RTL 4 naar Talpa Network van haar broer John de Mol. De Mol wilde het programma meenemen naar Talpa, maar hier stak RTL een stokje voor omdat ze hier contractuele afspraken over hadden gemaakt. Het kwam tot een rechtszaak; hierin werd juridisch besloten dat het programma aan RTL toebehoort en niet door De Mol kon worden meegenomen naar Talpa. In 2020 keerde het programma terug voor het achtste seizoen en werd De Mol vervangen als presentator door Beau van Erven Dorens.

## Seizoensoverzicht
| Seizoen | Uitzendtijden          | Presentatie           | Aantal afleveringen | Start seizoen    | Start seizoen | Einde seizoen    | Einde seizoen | Gemiddelde kijkcijfers |
| Seizoen | Uitzendtijden          | Presentatie           | Aantal afleveringen | Datum            | Kijkcijfers   | Datum            | Kijkcijfers   | Gemiddelde kijkcijfers |
| ------- | ---------------------- | --------------------- | ------------------- | ---------------- | ------------- | ---------------- | ------------- | ---------------------- |
| 1       | Zaterdag 20:00 – 21:30 | Linda de Mol          | 8                   | 9 maart 2013     | 2.336.000     | 27 april 2013    | 1.733.000     | 2.008.125              |
| 2       | Zaterdag 20:00 – 21:30 | Linda de Mol          | 8                   | 22 februari 2014 | 1.758.000     | 12 april 2014    | 1.351.000     | 1.699.000              |
| 3       | Zaterdag 20:00 – 21:30 | Linda de Mol          | 6                   | 18 april 2015    | 1.471.000     | 23 mei 2015      | 1.758.000     | 1.675.667              |
| 4       | Zaterdag 20:00 – 21:30 | Linda de Mol          | 8                   | 9 januari 2016   | 1.732.000     | 27 februari 2016 | 1.918.000     | 1.800.000              |
| 5       | Zaterdag 20:00 – 21:30 | Linda de Mol          | 8                   | 14 januari 2017  | 1.507.000     | 4 maart 2017     | 1.729.000     | 1.683.250              |
| 6       | Zaterdag 20:00 – 21:30 | Linda de Mol          | 8                   | 20 januari 2018  | 1.595.000     | 10 maart 2018    | 1.212.000     | 1.525.250              |
| 7       | Zondag 20:00 – 21:30   | Linda de Mol          | 8                   | 6 januari 2019   | 1.667.000     | 24 februari 2019 | 1.630.000     | 1.543.000              |
| 8       | Zondag 20:00 – 21:30   | Beau van Erven Dorens | 8                   | 23 februari 2020 | 802.000       | 12 april 2020    | 1.236.000     | 1.090.625              |
| 9       | Zondag 20:00 – 21:30   | Beau van Erven Dorens | 8                   | 30 augustus 2020 | 932.000       | 18 oktober 2020  | 1.182.000     | 956.500                |
| 10      | Zaterdag 20:00 – 21:30 | Beau van Erven Dorens | 10                  | 2 januari 2021   | 1.305.000     | 6 maart 2021     | 1.321.000     | 1.483.100              |
| 11      | Zaterdag 20:00 – 21:30 | Beau van Erven Dorens | 12                  | 8 januari 2022   | 1.363.000     | 26 maart 2022    | 995.000       | 1.153.583              |
| 12      | Zondag 20:00 – 21:30   | Beau van Erven Dorens | 11                  | 4 september 2022 | 767.000       | 13 november 2022 | 1.204.000     | 1.064.000              |
| 13      | Zaterdag 20:00 – 21:30 | Beau van Erven Dorens | 13                  | 7 januari 2023   | 919.000       | 1 april 2023     | 1.023.000     | 953.923                |
| 14      | Zaterdag 20:00 – 21:30 | Beau van Erven Dorens | 10                  | 6 januari 2024   | 1.055.000     | 16 maart 2024    | 954.000       | 939.700                |

## Afleveringen

### Seizoen 1 (2013)
| Afl. | Datum         | Gasten                                                 | Winnaar BN'ers        | Bedrag     | Kijkcijfers | KDH   | Plek in top 25 |
| ---- | ------------- | ------------------------------------------------------ | --------------------- | ---------- | ----------- | ----- | -------------- |
| 1    | 9 maart 2013  | Art Rooijakkers, Anky van Grunsven, Spike              | Art Rooijakkers       | € 22.000,- | 2.336.000   | 15,2% | 1              |
| 2    | 16 maart 2013 | Tijl Beckand, Sylvana Simons, John van den Heuvel      | John van den Heuvel   | € 10.000,- | 1.968.000   | 12,8% | 1              |
| 3    | 23 maart 2013 | Jörgen Raymann, Anouk Smulders, Mark Huizinga          | Jörgen Raymann        | € 26.000,- | 2.360.000   | 15,3% | 1              |
| 4    | 30 maart 2013 | Jelle Brandt Corstius, Anne-Marie Jung, Jan Kooijman   | Jelle Brandt Corstius | € 21.000,- | 2.043.000   | 14,7% | 2              |
| 5    | 6 april 2013  | Bert van Leeuwen, Irene Moors, Dennis van der Geest    | Dennis van der Geest  | € 12.000,- | 1.981.000   | 12,9% | 2              |
| 6    | 13 april 2013 | Richard Kemper, Tooske Ragas, Remco Veldhuis           | Remco Veldhuis        | € 23.000,- | 1.674.000   | 10,9% | 2              |
| 7    | 20 april 2013 | Maarten van der Weijden, Froukje de Both, Kluun        | Kluun                 | € 18.000,- | 1.970.000   | 12,8% | 1              |
| 8    | 27 april 2013 | Dirk Zeelenberg, Chazia Mourali, Beau van Erven Dorens | Beau van Erven Dorens | € 24.000,- | 1.733.000   | 11,2% | 3              |

### Seizoen 2 (2014)
| Afl. | Datum            | Gasten                                                    | Winnaar BN'ers    | Bedrag     | Kijkcijfers | KDH  | Plek in top 25 |
| ---- | ---------------- | --------------------------------------------------------- | ----------------- | ---------- | ----------- | ---- | -------------- |
| 1    | 22 februari 2014 | Daphne Deckers, Tygo Gernandt, Zimra Geurts               | Daphne Deckers    | € 18.000,- | 1.758.000   | 24,6 | 10             |
| 2    | 1 maart 2014     | Sofie van den Enk, Jochem van Gelder, Peter van der Vorst | Jochem van Gelder | € 15.000,- | 1.641.000   | 23,2 | 3              |
| 3    | 8 maart 2014     | Kees Tol, Loretta Schrijver, Jeroen Hertzberger           | Loretta Schrijver | € 15.000,- | 1.818.000   | 19,7 | 2              |
| 4    | 15 maart 2014    | Leco van Zadelhoff, Jelka van Houten, René van Kooten     | Jelka van Houten  | € 14.000,- | 2.149.000   | 22,6 | 1              |
| 5    | 22 maart 2014    | Viktor Brand, Tania Kross, Johnny de Mol                  | Tania Kross       | € 14.000,- | 1.774.000   | 19,5 | 3              |
| 6    | 29 maart 2014    | Huub Stapel, Jeroen Spitzenberger, Veronica van Hoogdalem | Huub Stapel       | € 17.000,- | 1.670.000   | 18,9 | 2              |
| 7    | 5 april 2014     | Lange Frans, Renate Verbaan, Roué Verveer                 | Renate Verbaan    | € 33.000,- | 1.431.000   | 9,2  | 4              |
| 8    | 12 april 2014    | Oren Schrijver, Charly Luske, Elise Schaap                | Elise Schaap      | € 14.000,- | 1.351.000   | 8,7  | 4              |

### Seizoen 3 (2015)
| Afl. | Datum         | Gasten                                                   | Winnaar BN'ers   | Bedrag     | Kijkcijfers | Madl | Plek in top 25 | Aantal app-spelers |
| ---- | ------------- | -------------------------------------------------------- | ---------------- | ---------- | ----------- | ---- | -------------- | ------------------ |
| 1    | 18 april 2015 | Barry Atsma, Toine van Peperstraten, Marlijn Weerdenburg | Barry Atsma      | € 23.000,- | 1.471.000   | 23   | 3              | 120.786            |
| 2    | 25 april 2015 | Annemarie van Gaal, Peter Heerschop, Sophie Hilbrand     | Peter Heerschop  | € 19.000,- | 1.877.000   | 29   | 1              | 171.872            |
| 3    | 2 mei 2015    | Richard Groenendijk, Angela Groothuizen, Wouter Hamel    | Wouter Hamel     | € 7.000,-  | 1.704.000   | 29   | 2              | 196.034            |
| 4    | 9 mei 2015    | Kay Nambiar, Nance, Ruud Feltkamp                        | Ruud Feltkamp    | € 24.000,- | 1.556.000   | 27   | 2              | 231.671            |
| 5    | 16 mei 2015   | Gers Pardoel, Esmée van Kampen, Rick Brandsteder         | Esmée van Kampen | € 13.000,- | 1.688.000   | 27   | 2              | 245.712            |
| 6    | 23 mei 2015   | Jeroen Latijnhouwers, Susan Visser, Pieter Derks         | Pieter Derks     | € 28.000,- | 1.758.000   | 29   | 2              | 221.236            |

### Seizoen 4 (2016)
| Afl. | Datum            | Gasten                                                 | Winnaar BN'ers    | Bedrag     | Kijkcijfers | Madl | Plek in top 25 | Aantal app-spelers |
| ---- | ---------------- | ------------------------------------------------------ | ----------------- | ---------- | ----------- | ---- | -------------- | ------------------ |
| 1    | 9 januari 2016   | Guus Meeuwis, Leonie ter Braak, Teun Luijkx            | Teun Luijkx       | € 20.000,- | 1.732.000   | 25   | 4              | 159.018            |
| 2    | 16 januari 2016  | Xander de Buisonjé, Anniko van Santen, Jan Versteegh   | Anniko van Santen | € 28.000,- | 1.804.000   | 27   | 4              | 212.207            |
| 3    | 23 januari 2016  | Ruben Nicolai, Babette van Veen, Daan Nieber           | Daan Nieber       | € 17.000,- | 1.670.000   | 24   | 4              | 222.916            |
| 4    | 30 januari 2016  | Rop Verheijen, Janny van der Heijden, Juvat Westendorp | Rop Verheijen     | € 4.000,-  | 1.708.000   | 24   | 4              | 255.595            |
| 5    | 6 februari 2016  | Karin Bloemen, Tim Douwsma, Anniek Pheifer             | Anniek Pheifer    | € 27.000,- | 1.698.000   | 25   | 3              | 264.485            |
| 6    | 13 februari 2016 | Niels Gomperts, Carly Wijs, Marcel Musters             | Carly Wijs        | € 24.000,- | 1.898.000   | 27   | 4              | 281.911            |
| 7    | 20 februari 2016 | Jeroen Nieuwenhuize, Airen Mylene, Joep Sertons        | Joep Sertons      | € 2.000,-  | 1.972.000   | 25   | 2              | 303.411            |
| 8    | 27 februari 2016 | Mattie Valk, Patricia Paay, Wietze de Jager            | Mattie Valk       | € 13.000,- | 1.918.000   | 26   | 3              | 308.916            |

### Seizoen 5 (2017)
| Afl. | Datum            | Gasten                                                  | Winnaar BN'ers       | Bedrag     | Kijkcijfers | Madl | Plek in top 25 | Aantal app-spelers |
| ---- | ---------------- | ------------------------------------------------------- | -------------------- | ---------- | ----------- | ---- | -------------- | ------------------ |
| 1    | 14 januari 2017  | Bobbi Eden, Mark Tuitert, Manon Meijers                 | Mark Tuitert         | € 21.000,- | 1.507.000   | 21,3 | 4              | 157.342            |
| 2    | 21 januari 2017  | Thijs Römer, Olcay Gulsen, Robert van der Horst         | Robert van der Horst | € 16.000,- | 1.578.000   | 21,9 | 5              | 196.891            |
| 3    | 28 januari 2017  | Claes Iversen, Victoria Koblenko, Klaas van Kruistum    | Claes Iversen        | € 11.000,- | 1.474.000   | 21,2 | 4              | 223.254            |
| 4    | 4 februari 2017  | Lex Uiting, Cécile Narinx, Guido Spek                   | Cécile Narinx        | € 26.000,- | 1.678.000   | 23,6 | 4              | 245.108            |
| 5    | 11 februari 2017 | Paulien Huizinga, Matteo van der Grijn, Toprak Yalçiner | Matteo van der Grijn | € 9.000,-  | 1.589.000   | 23,0 | 4              | 246.775            |
| 6    | 18 februari 2017 | Maartje Paumen, Janice, Tess Milne                      | Janice               | € 11.000,- | 1.603.000   | 23,0 | 4              | niet bekend        |
| 7    | 25 februari 2017 | Jan de Hoop, Maan de Steenwinkel, Mimoun Oaïssa         | Jan de Hoop          | € 16.000,- | 1.508.000   | 22,1 | 5              | niet bekend        |
| 8    | 4 maart 2017     | Manuel Venderbos, Annemieke Schollaardt, Fred van Leer  | Manuel Venderbos     | € 4.500,-  | 1.729.000   | 24,1 | 3              | niet bekend        |

### Seizoen 6 (2018)
| Afl. | Datum            | Gasten                                                              | Winnaar BN'ers          | Bedrag     | Kijkcijfers | Madl | Plek in top 25 |
| ---- | ---------------- | ------------------------------------------------------------------- | ----------------------- | ---------- | ----------- | ---- | -------------- |
| 1    | 20 januari 2018  | Dennis Weening, Martine Sandifort, Giel de Winter                   | Dennis Weening          | € 22.000,- | 1.595.000   | 23,7 | 3              |
| 2    | 27 januari 2018  | Owen Schumacher, Soundos El Ahmadi, Leo Alkemade                    | Owen Schumacher         | € 15.000,- | 1.450.000   | 23,1 | 4              |
| 3    | 3 februari 2018  | Maartje van de Wetering, Domien Verschuuren, Vivienne van den Assem | Maartje van de Wetering | € 18.000,- | 1.545.000   | 23,2 | 4              |
| 4    | 10 februari 2018 | Martijn Koning, Amara Onwuka, Gerard Joling                         | Amara Onwuka            | € 9.000,-  | 1.627.000   | 24,2 | 5              |
| 5    | 17 februari 2018 | Martine van Os, Thomas Cammaert, Eva Koreman                        | Eva Koreman             | € 13.000,- | 1.612.000   | 23,7 | 5              |
| 6    | 24 februari 2018 | Shelly Sterk, Martijn Krabbé, Ranomi Kromowidjojo                   | Martijn Krabbé          | € 16.000,- | 1.456.000   | 22,5 | 7              |
| 7    | 3 maart 2018     | Sandra Schuurhof, Ernst Daniël Smid, Monica Geuze                   | Ernst Daniël Smid       | € 21.000,- | 1.705.000   | 24,0 | 6              |
| 8    | 10 maart 2018    | Patty Brard, William Spaaij, Imanuelle Grives                       | William Spaaij          | € 16.000,- | 1.212.000   | 16,9 | 7              |

### Seizoen 7 (2019)
| Afl. | Datum            | Gasten                                                | Winnaar BN'ers       | Bedrag     | Kijkcijfers | Madl | Plek in top 25 |
| ---- | ---------------- | ----------------------------------------------------- | -------------------- | ---------- | ----------- | ---- | -------------- |
| 1    | 6 januari 2019   | Willem Voogd, Nikkie de Jager, Ruben Hein             | Ruben Hein           | € 19.000,- | 1.667.000   | 23,4 | 3              |
| 2    | 13 januari 2019  | Jesse Klaver, Holly Mae Brood, Koos van Plateringen   | Koos van Plateringen | € 14.000,- | 1.548.000   | 22,0 | 3              |
| 3    | 20 januari 2019  | Gwen van Poorten, Patrick Martens, Lenette van Dongen | Gwen van Poorten     | € 23.000,- | 1.511.000   | 22,0 | 4              |
| 4    | 27 januari 2019  | Nick Schilder, Evi Hanssen, Eric Corton               | Eric Corton          | € 19.000,- | 1.460.000   | 20,9 | 4              |
| 5    | 3 februari 2019  | Angela de Jong, Jelle de Jong, Heleen van Royen       | Jelle de Jong        | € 13.000,- | 1.270.000   | 18,0 | 5              |
| 6    | 10 februari 2019 | Michiel Blankwaardt, Merel Westrik, Henry Schut       | Merel Westrik        | € 15.000,- | 1.570.000   | 21,9 | 4              |
| 7    | 17 februari 2019 | André Dongelmans, Kim Feenstra, Tommie Christiaan     | Tommie Christiaan    | € 23.000,- | 1.688.000   | 24,2 | 4              |
| 8    | 24 februari 2019 | Tina de Bruin, Freek Bartels, Jorien ter Mors         | Tina de Bruin        | € 16.000,- | 1.630.000   | 23,7 | 4              |

### Seizoen 8 (voorjaar 2020)
| Afl. | Datum            | Gasten                                                     | Winnaar BN'ers       | Bedrag     | Kijkcijfers | Madl | Plek in top 25 |
| ---- | ---------------- | ---------------------------------------------------------- | -------------------- | ---------- | ----------- | ---- | -------------- |
| 1    | 23 februari 2020 | Ronald Giphart, Eva Cleven, Frans Duijts                   | Eva Cleven           | € 11.000,- | 802.000     | 13,6 | 6              |
| 2    | 1 maart 2020     | Kim Lammers, Roy Donders, Natasja Froger                   | Natasja Froger       | € 23.000,- | 917.000     | 14,0 | 11             |
| 3    | 8 maart 2020     | Gijs Staverman, Stephanie van Eer, Diederik Jekel          | Diederik Jekel       | € 16.000,- | 859.000     | 13,3 | 7              |
| 4    | 15 maart 2020    | Marieke Elsinga, Bizzey, Stella Bergsma                    | Marieke Elsinga      | € 4.000,-  | 1.132.000   | 15,7 | 10             |
| 5    | 22 maart 2020    | Kees van der Spek, Fien Vermeulen, Donnie                  | Fien Vermeulen       | € 17.000,- | 1.218.000   | 16,4 | 9              |
| 6    | 29 maart 2020    | Anouk Hoogendijk, Klaas van der Eerden, Samantha Steenwijk | Klaas van der Eerden | € 10.000,- | 1.255.000   | 17,0 | 8              |
| 7    | 5 april 2020     | Najib Amhali, Lilian Marijnissen, Sjoerd van Ramshorst     | Lilian Marijnissen   | € 7.000,-  | 1.306.000   | 18,2 | 8              |
| 8    | 12 april 2020    | Hugo Kennis, Evelien de Bruijn, Kaj Gorgels                | Evelien de Bruijn    | € 19.000,- | 1.236.000   | 18,0 | 5              |

### Seizoen 9 (najaar 2020)
| Afl. | Datum             | Gasten                                                           | Winnaar BN'ers          | Bedrag     | Kijkcijfers | Madl | Plek in top 25 |
| ---- | ----------------- | ---------------------------------------------------------------- | ----------------------- | ---------- | ----------- | ---- | -------------- |
| 1    | 30 augustus 2020  | Jeroen Kijk in de Vegte, Marlou van Rhijn, Marc-Marie Huijbregts | Jeroen Kijk in de Vegte | € 15.000,- | 932.000     | 17,1 | 8              |
| 2    | 6 september 2020  | Sinan Can, Xelly Cabau van Kasbergen, Rick Paul van Mulligen     | Rick Paul van Mulligen  | € 29.000,- | 974.000     | 17,9 | 8              |
| 3    | 13 september 2020 | Özcan Akyol, Birgit Schuurman, Kjeld Nuis                        | Birgit Schuurman        | € 8.000,-  | 730.000     | 13,8 | 12             |
| 4    | 20 september 2020 | Sanne Wallis de Vries, Glen Faria, Eythora Thorsdottir           | Sanne Wallis de Vries   | € 7.000,-  | 942.000     | 16,3 | 7              |
| 5    | 27 september 2020 | Eddy Zoëy, Tatum Dagelet, Joost Swinkels                         | Eddy Zoëy               | € 16.000,- | 845.000     | 13,8 | 8              |
| 6    | 4 oktober 2020    | Alkan Çöklü, Tanja Jess, Marc van der Linden                     | Tanja Jess              | € 8.000,-  | 1.023.000   | 16,2 | 7              |
| 7    | 11 oktober 2020   | Nicolien Sauerbreij, Mari van de Ven, Nienke Plas                | Nicolien Sauerbreij     | € 12.000,- | 1.024.000   | 16,3 | 7              |
| 8    | 18 oktober 2020   | Loek Peters, Vivian Slingerland, Stefano Keizers                 | Stefano Keizers         | € 19.000,- | 1.182.000   | 16,9 | 6              |

### Seizoen 10 (2021)
| Afl. | Datum            | Gasten                                                   | Winnaar BN'ers         | Bedrag     | Kijkcijfers | Madl | Plek in top 25 |
| ---- | ---------------- | -------------------------------------------------------- | ---------------------- | ---------- | ----------- | ---- | -------------- |
| 1    | 2 januari 2021   | Rob Kemps, Marit Bouwmeester, Art Rooijakkers            | Rob Kemps              | € 19.000,- | 1.305.000   | 19,0 | 5              |
| 2    | 9 januari 2021   | Aran Bade, Isa Hoes, Bas Nijhuis                         | Isa Hoes               | € 14.000,- | 1.393.000   | 20,3 | 6              |
| 3    | 16 januari 2021  | Bilal Wahib, Carolina Dijkhuizen, Jan Joost van Gangelen | Jan Joost van Gangelen | € 16.000,- | 1.380.000   | 20,1 | 5              |
| 4    | 23 januari 2021  | Jamie Trenité, Tamara Seur, Steven Brunswijk             | Tamara Seur            | € 13.000,- | 1.624.000   | 22,0 | 3              |
| 5    | 30 januari 2021  | Tijl Beckand, Jessie Jazz Vuijk, Vieze Fur               | Tijl Beckand           | € 15.000,- | 1.710.000   | 22,8 | 4              |
| 6    | 6 februari 2021  | Jim Bakkum, Karin Bloemen, Viggo Waas                    | Viggo Waas             | € 16.000,- | 1.614.000   | 22,3 | 3              |
| 7    | 13 februari 2021 | Kalvijn, Hannelore Zwitserlood, Ron Boszhard             | Hannelore Zwitserlood  | € 11.000,- | 1.451.000   | 20,2 | 5              |
| 8    | 20 februari 2021 | Dave von Raven, Helga van Leur, Sam Feldt                | Helga van Leur         | € 15.000,- | 1.548.000   | 22,1 | 3              |
| 9    | 27 februari 2021 | Ferri Somogyi, Anna Nooshin, Robert Kranenborg           | Anna Nooshin           | € 16.000,- | 1.475.000   | 20,8 | 4              |
| 10   | 6 maart 2021     | René van Meurs, Jaike Belfor, Jan Dulles                 | René van Meurs         | € 16.000,- | 1.321.000   | 18,4 | 5              |

### Seizoen 11 (voorjaar 2022)
| Afl. | Datum            | Gasten                                                | Winnaar BN'ers          | Bedrag     | Kijkcijfers | Madl | Plek in top 25 |
| ---- | ---------------- | ----------------------------------------------------- | ----------------------- | ---------- | ----------- | ---- | -------------- |
| 1    | 8 januari 2022   | Froukje de Both, Mattie Valk, Geraldine Kemper        | Mattie Valk             | € 20.000,- | 1.363.000   | 21,5 | 7              |
| 2    | 15 januari 2022  | Jochem van Gelder, Samya Hafsaoui, Tex de Wit         | Tex de Wit              | € 29.000,- | 1.211.000   | 17,9 | 5              |
| 3    | 22 januari 2022  | Rick Brandsteder, Bettina Holwerda, Edson da Graça    | Bettina Holwerda        | € 9.000,-  | 1.326.000   | 20,2 | 4              |
| 4    | 29 januari 2022  | Steven Kazàn, Nynke de Jong, Joris Linssen            | Joris Linssen           | € 19.000,- | 1.105.000   | 17,4 | 7              |
| 5    | 5 februari 2022  | Walid Benmbarek, Victoria Koblenko, Barry Paf         | Barry Paf               | € 7.000,-  | 1.062.000   | 16,7 | 12             |
| 6    | 12 februari 2022 | Francis van Broekhuizen, Victor Abeln, Klaasje Meijer | Francis van Broekhuizen | € 21.000,- | 1.160.000   | 19,1 | 10             |
| 7    | 19 februari 2022 | Dave Roelvink, Roberta Pagnier, Joep Sertons          | Roberta Pagnier         | € 14.000,- | 1.173.000   | 18,2 | 7              |
| 8    | 26 februari 2022 | Robèrt van Beckhoven, Kim Kötter, Richard Groenendijk | Richard Groenendijk     | € 29.000,- | 1.090.000   | 17,5 | 7              |
| 9    | 5 maart 2022     | Bert van Leeuwen, Mandy Woelkens, Thomas Berge        | Bert van Leeuwen        | € 12.000,- | 1.065.000   | 16,5 | 8              |
| 10   | 12 maart 2022    | Sofie van den Enk, Jaap Reesema, Esther Verhoef       | Esther Verhoef          | € 18.000,- | 1.063.000   | 19,9 | 9              |
| 11   | 19 maart 2022    | Bram Krikke, Heleen van Royen, Howard Komproe         | Bram Krikke             | € 7.000,-  | 1.230.000   | 23,0 | 3              |
| 12   | 26 maart 2022    | Barrie Stevens, Esmée van Kampen, Jordy Huisman       | Esmée van Kampen        | € 12.000,- | 995.000     | 19,8 | 6              |

### Seizoen 12 (najaar 2022)
| Afl. | Datum             | Gasten                                                              | Winnaar BN'ers           | Bedrag     | Kijkcijfers | Madl | Plek in top 25 |
| ---- | ----------------- | ------------------------------------------------------------------- | ------------------------ | ---------- | ----------- | ---- | -------------- |
| 1    | 4 september 2022  | Henk Grol, Gwen van Poorten, Soy Kroon                              | Soy Kroon                | € 12.000,- | 767.000     | 18,3 | 8              |
| 2    | 11 september 2022 | Arno Kantelberg, Ricky Koole, Défano Holwijn                        | Arno Kantelberg          | € 28.000,- | 857.000     | 17,9 | 5              |
| 3    | 18 september 2022 | Marcelle Arriëns, Jochem Uytdehaage, Krista Arriëns                 | Jochem Uytdehaage        | € 16.000,- | 877.000     | 16,9 | 7              |
| 4    | 25 september 2022 | Jamie Westland, Ranomi Kromowidjojo, Dwight van van de Vijver       | Dwight van van de Vijver | € 28.000,- | 804.000     | 14,4 | 8              |
| 5    | 2 oktober 2022    | Ortál Vriend, Tim de Wit, Dionne Slagter                            | Tim de Wit               | € 25.000,- | 1.018.000   | 18,8 | 5              |
| 6    | 9 oktober 2022    | Lucille Werner, Robbert Rodenburg, Yesim Candan                     | Yesim Candan             | € 17.000,- | 1.077.000   | 20,0 | 5              |
| 7    | 16 oktober 2022   | Noortje Veldhuizen, Sergio Vyent, Monica Geuze                      | Sergio Vyent             | € 7.000,-  | 1.032.000   | 18,4 | 5              |
| 8    | 23 oktober 2022   | Beat the Champions-editie: Abel Gilsing, Cindy Hemink, Devrim Aslan | Abel Gilsing             | € 24.000,- | 1.359.000   | 26,9 | 3              |
| 9    | 30 oktober 2022   | Ayoub Louihrani, Tess Wester, Frank van der Lende                   | Frank van der Lende      | € 12.000,- | 1.219.000   | 25,7 | 3              |
| 10   | 6 november 2022   | Andries Tunru, Milouska Meulens, Patrick Martens                    | Andries Tunru            | € 17.000,- | 1.490.000   | 26,6 | 4              |
| 11   | 13 november 2022  | Laurens Dassen, Elise Boers, Igmar Felicia                          | Igmar Felicia            | € 10.000,- | 1.204.000   | 23,5 | 3              |

### Seizoen 13 (voorjaar 2023)
| Afl. | Datum            | Gasten                                                | Winnaar BN'ers         | Bedrag     | Kijkcijfers | Madl | Plek in top 25 |
| ---- | ---------------- | ----------------------------------------------------- | ---------------------- | ---------- | ----------- | ---- | -------------- |
| 1    | 7 januari 2023   | Erik de Zwart, Barbara Sloesen, Jeangu Macrooy        | Erik de Zwart          | € 21.000,- | 919.000     | 15,9 | 10             |
| 2    | 14 januari 2023  | Bas Muijs, Sosha Duysker, Sander Janson               | Bas Muijs              | € 10.000,- | 918.000     | 15,4 | 9              |
| 3    | 21 januari 2023  | Kees van Amstel, Fenna Ramos, Jamai Loman             | Kees van Amstel        | € 23.000,- | 858.000     | 15,3 | 9              |
| 4    | 28 januari 2023  | Jörgen Raymann, Liza Sips, Mart Grol                  | Mart Grol              | € 13.000,- | 943.000     | 16,9 | 7              |
| 5    | 4 februari 2023  | Dennis Weening, Pip Pellens, Thomas Krol              | Pip Pellens            | € 6.000,-  | 884.000     | 15,7 | 7              |
| 6    | 11 februari 2023 | Nizar El Manouzi, Annick Boer, Toine van Peperstraten | Toine van Peperstraten | € 21.000,- | 846.000     | 14,8 | 9              |
| 7    | 18 februari 2023 | Roeland Fernhout, Stijn Fransen, Thomas Dekker        | Roeland Fernhout       | € 9.000,-  | 942.000     | 16,9 | 5              |
| 8    | 25 februari 2023 | Thijs Boermans, Eva Koreman, Koert-Jan de Bruijn      | Koert-Jan de Bruijn    | € 16.000,- | 927.000     | 16,8 | 7              |
| 9    | 4 maart 2023     | Donny Roelvink, Roxane Knetemann, Thomas Cammaert     | Thomas Cammaert        | € 12.000,- | 934.000     | 16,1 | 9              |
| 10   | 11 maart 2023    | Rudolph van Veen, Denice Dest, Dorian Bindels         | Rudolph van Veen       | € 8.000,-  | 904.000     | 14,9 | 8              |
| 11   | 18 maart 2023    | Jasmine Sendar, Valerio Zeno, Eveline Stallaart       | Jasmine Sendar         | € 7.000,-  | 1.261.000   | 26,2 | 2              |
| 12   | 25 maart 2023    | René Karst, Elske DeWall, Niels Oosthoek              | René Karst             | € 13.000,- | 1.042.000   | 22,5 | 2              |
| 13   | 1 april 2023     | André Dongelmans, Bobbi Eden, Thijs Boontjes          | Thijs Boontjes         | € 10.000,- | 1.023.000   | 21,8 | 3              |

### Seizoen 14 (voorjaar 2024)
| Afl. | Datum            | Gasten                                                | Winnaar BN'ers    | Bedrag     | Kijkcijfers | Madl | Plek in top 25 |
| ---- | ---------------- | ----------------------------------------------------- | ----------------- | ---------- | ----------- | ---- | -------------- |
| 1    | 6 januari 2024   | Rayen Panday, Loes Haverkort, Kai Merckx              | Rayen Panday      | € 18.000,- | 1.055.000   | 16,1 | 11             |
| 2    | 13 januari 2024  | Ferry Doedens, Anne-Marie Rozing, Harry Piekema       | Harry Piekema     | € 18.000,- | 1.013.000   | 14,8 | 6              |
| 3    | 20 januari 2024  | Thomas van Luyn, Veronica van Hoogdalem, Hamza Othman | Thomas van Luyn   | € 13.000,- | 997.000     | 14,7 | 6              |
| 4    | 3 februari 2024  | Anne-Mar Zwart, Richard Kemper, Shary-An Nivillac     | Richard Kemper    | € 23.000,- | 889.000     | 12,4 | 8              |
| 5    | 10 februari 2024 | Dwight Dissels, Loiza Lamers, Kees Boot               | Kees Boot         | € 2.000,-  | 982.000     | 14,8 | 6              |
| 6    | 17 februari 2024 | Yuki Kempees, Quinty Misiedjan, Khalid Alterch        | Khalid Alterch    | € 18.000,- | 852.000     | 12,8 | 10             |
| 7    | 24 februari 2024 | Dolores Leeuwin, Erik van der Hoff, Dzifa Kusenuh     | Erik van der Hoff | € 14.000,- | 900.000     | 14,3 | 8              |
| 8    | 2 maart 2024     | Anne Appelo, Bart Vriends, Goedele Liekens            | Bart Vriends      | € 19.000,- | 897.000     | 15,1 | 8              |
| 9    | 9 maart 2024     | Lykele Muus, Roosmarijn Wind, Mike Libanon            | Lykele Muus       | € 3.500,-  | 858.000     | 13,8 | 8              |
| 10   | 16 maart 2024    | Remco Veldhuis, Gaia Aikman, Kees Tol                 | Remco Veldhuis    | € 28.000,- | 954.000     | 18,3 | 7              |

## Trivia
- In 2020 en 2021 werd bij SBS6 een soortgelijk programma uitgezonden onder de titel Deze quiz is voor jou. Deze quiz, gepresenteerd door Linda de Mol, werkt op dezelfde manier als Weet ik Veel, maar bevat naast meerkeuzevragen ook open vragen, geheugentests en puzzels. Hiermee is deze quiz ook enigszins vergelijkbaar met de Nationale IQ Test. Ook bij deze quiz kan met een app live worden meegespeeld, waarbij per ronde vijf keer € 10.000,- kan worden gewonnen. Bij deze quiz gaat het tijdens de quiz en in de finale gewonnen geld naar iemand uit het publiek. Deze persoon is stiekem opgegeven omdat hij/zij het geld goed zou kunnen gebruiken.
- De begintune van Weet ik Veel is afgeleid van het nummer Wonderful World van Sam Cooke.
- In Slowakije wordt het programma ook gemaakt en wordt daar uitgezonden op het hoofdkanaal van de Slowaakse publieke omroep RTVS.
- In 2014 werd het programma ook in België uitgezonden. Het werd daar uitgezonden op Play4 en gepresenteerd door Evy Gruyaert. In tegenstelling tot de Nederlandse versie bestond de Belgische versie uit 40 vragen, waarbij het laatste blok dubbel telde, elk goed antwoord was dus 4 in plaats van 2 punten waard.
- Op 23 oktober 2022 werd er een speciale aflevering uitgezonden in het thema Beat the Champions.